# カリーノ下通 Smile Avenue
カリーノ下通 Smile Avenue（カリーノしもとおり スマイルアベニュー）は、RKKラジオで、2012年10月2日から2019年12月27日まで毎週火曜 - 金曜の18:40 - 19:00（JST）に放送されていたラジオ番組。

## 概要
熊本市中央区安政町にある専門店ビル「カリーノ下通」1階に設置されているスタジオ「CARINO-zakaSTUDIO」からの生放送。USTREAM配信も行われている。2012年12月には土曜 12:10 - 13:00にも進出し、スペシャル版を放送した。

## 出演者
- MEG・渡辺大輔（火曜）
- 四季彼方（ミュージシャン）（水曜）
- まさやん・まさる（ローカルタレント、実業家）（木曜・金曜）

## コーナー
火曜日
- コレくる!?
次にブレイクするであろうモノを紹介する
- ピックアップ･カルチャー
街なかに関わるゲストを招き話を聞く

水曜日
- 流行モノ勝手にランキング
1つのテーマをもとに独断と偏見でベスト5を紹介「ザ・ベストテン」を模して展開される

木曜日
- まさやん'sセレクション
まさやん視点でこだわりの音楽を紹介する
- 集まれ！ヤングクリエーター
次世代の熊本を支える若い世代のゲストをスタジオに招く

金曜日
- 今週のはてな
旬な話題に関する疑問を解説する
- Weekend Information
週末に行われるイベント関係者を招き紹介する

火 - 金曜日
- ブレイクタイム
番組中盤に4曜日同じテーマで1曲ずつ紹介する

## 放送時間
（以下、JST表記）
- 2012年10月2日 - 毎週火〜金曜日 18:40 - 19:00